# Rhinelander
La ville de Rhinelander est le siège du comté d'Oneida, au nord-est du Wisconsin, aux États-Unis. Elle comptait 7 735 habitants en 2000. 
Rhinelander est connue pour sa mascotte, « le Hodag ».  C'est un monstre immense et vert avec des griffes. L'histoire du Hodag date de la fin du XIXe siècle.